# Shalala キボウの歌
「Shalala キボウの歌」（シャララ キボウのうた）は、日本の音楽グループAAAの6枚目のシングル。2006年3月23日にavex traxから発売された。

## 概要
- 前作「ハレルヤ」から約1ヵ月ぶりの発売となる。
- 初回生産盤には「REMIX ATTACK」のメンバー別CMそれぞれ収録されている。

## 収録内容

### CD+DVD
CD
1. Shalala キボウの歌 [4:09]
（作詞：石田衣良　作曲：成瀬英樹　編曲：今井了介）
日本海テレビ系全国29局ネット『プリン・ス』2006年4月度オープニングテーマ
2. Shalala キボウの歌（Instrumental）[4:09]

DVD
1. Shalala キボウの歌（Music Clip）

### CD ONLY
1. Shalala キボウの歌
2. Shalala キボウの歌（Instrumental）